# Port au Port
Port au Port é um distrito eleitoral provincial da Casa da Assembleia da Terra Nova e Labrador, Canadá.
Port au Port Este e Port au Port Oeste são duas cidades muito pequenas num dos lados de um istmo conhecido como "The Gravels" que junta a península de Port au Port à costa oeste da ilha da Terra Nova.
1. ↑  «Summary of Polling Divisions PORT AU PORT» (PDF). Elections Newfoundland and Labrador. 3 de agosto de 2011. Consultado em 7 de setembro de 2011[ligação inativa]